# Финк, Антон
Антон Финк (нем. Anton Fink; 30 июля 1987, Дахау, Германия) — немецкий футболист, нападающий клуба «Биркенфельд».

## Биография
Начинал заниматься футболом в клубе «Майзах», но вскоре перешёл в академию «Мюнхен 1860», где провёл около 10 лет. С 2006 по 2008 год выступал за фарм-клуб «Мюнхена» в Регионаллиге, но за основную команду так и не сыграл. 
Сезон 2008/09 отыграл в клубе Третьей лиги «Унтерхахинг», где за один сезон забил 21 гол и стал лучшим бомбардиром лиги. 
Летом 2009 года подписал контракт с клубом Второй Бундеслиги «Карлсруэ». В составе «Карлсруэ» провёл 3 сезона и отыграл 55 матчей во Второй Бундеслиге, в которых забил 11 голов. Во второй части сезона 2010/11 Финк на правах аренды выступал в Третьей лиге за «Аален», но позже продолжил играть за «Карлсруэ». 
Ушёл из команды в январе 2012 года и подписал контракт с клубом третьей лиги «Кемницер». В новом клубе провёл около пяти с половиной сезонов и в каждом из них был основным игроком команды, а также забивал большое количество голов. По итогам сезона 2012/13 Финк во второй раз в карьере стал лучшим бомбардиром Третьей лиги (забив 20 голов), а в следующих четырёх сезонах занимал места в десятке лучших.
Летом 2017 года игрок вернулся в «Карлсруэ», который на тот момент так же выступал в третьей лиге. По итогам сезона 2018/19 «Карлсруэ» занял второе место и вышел во Вторую Бундеслигу.

## Достижения
- Лучший бомбардир Третьей Бундеслиги (2): 2008/09 (21 гол), 2012/13 (вместе с Фабианом Клосом по 20 голов)
- Лучший бомбардир в истории Третьей Бундеслиги: 136 мячей[1]
- Обладатель Кубка Саксонии: 2014/15, 2016/17
- Обладатель Кубка Бадена: 2017/18, 2018/19